# Nagashima Spa Land
Nagashima Spa Land (ナガシマスパーランド) is een Japans attractiepark in de stad Kuwana, in de prefectuur Mie.
Meest bekend is de Steel Dragon 2000, de langste achtbaan ter wereld. Deze achtbaan was tussen 23 augustus 2003 en 2 september 2006 gesloten na een ongeval. Andere opmerkelijke attracties zijn de White Cyclone (was de hoogste en langste houten achtbaan van Azië) en het 90 meter hoge reuzenrad Aurora Wheel (diameter 83 m).
Nagashima Spa Land heeft naast het attractiepark ook nog een kuuroord en een waterpark, en staat al jarenlang in de top 20 van best bezochte attractieparken ter wereld.

## Achtbanen
| Naam                 | Openingsjaar | Type                        | Model                                    | Bouwer                      |
| -------------------- | ------------ | --------------------------- | ---------------------------------------- | --------------------------- |
| Acrobat              | 2015         | Vliegende achtbaan          | Flying Coaster                           | B&M                         |
| Arashi               | 2017         | Stalen achtbaan             | Wing coaster                             | S&S Sansei Technologies     |
| Children Coaster     | 1983         | Stalen familieachtbaan      | Tivoli Medium                            | Zierer                      |
| Corkscrew            | 1979         | Stalen achtbaan             | Corkscrew                                | Arrow Dynamics              |
| Hakugei              | 2019         | Hybride achtbaan            | custom IBox Track                        | Rocky Mountain Construction |
| Jet Coaster          | 1964         | Aangedreven stalen achtbaan | Geen submodel                            | TOGO                        |
| Looping Star         | 1982         | Stalen achtbaan             | Looping Star                             | Anton Schwarzkopf           |
| Peter Rabbit Coaster | 2012         | Stalen achtbaan             | Geen submodel                            | Hoei Sangyo Co., Ltd.       |
| Shuttle Loop         | 1980         | Stalen achtbaan             | Shuttle Loop                             | Anton Schwarzkopf           |
| Steel Dragon 2000    | 2000         | Stalen achtbaan             | Geen submodel                            | Morgan                      |
| Ultra Twister        | 1984         | Pijplijnachtbaan            | Ultratwister                             | TOGO                        |
| Wild Mouse (links)   | 1996         | Stalen achtbaan             | Wilde Maus (Compact Mobile)              | MACK Rides                  |
| Wild Mouse (rechts)  | 1996         | Stalen achtbaan             | Wilde Maus (Compact Mobile - gespiegeld) | MACK Rides                  |

Voormalige achtbanen
| Naam          | Openingsjaar | Sluitingsjaar | Type            | Model         | Bouwer     |
| ------------- | ------------ | ------------- | --------------- | ------------- | ---------- |
| White Cyclone | 1994         | 2018          | Houten achtbaan | Geen submodel | Intamin AG |